# 1805 no jornalismo
Nesta página encontrará referências aos acontecimentos directamente relacionados com o jornalismo ocorridos durante o ano de 1805.

## Nascimentos
| Data         | Nome           | Profissão                                               | Nacionalidade | Observações | Ref         |
| ------------ | -------------- | ------------------------------------------------------- | ------------- | ----------- | ----------- |
| 1 de outubro | Antónia Pusich | poetisa, dramaturga, jornalista, pianista e compositora | Portugal      | m. 1833     | [ 1 ] [ 2 ] |

## Mortes
| Data | Nome | Profissão | Nacionalidade | Observações | Ref |
| ---- | ---- | --------- | ------------- | ----------- | --- |